# Distrito de Goyllarisquizga
El distrito de Goyllarisquizga es uno de los ocho que conforman la provincia de Daniel Alcides Carrión ubicada en el departamento de Pasco en el centro del Perú.
Forma parte de la diócesis de Tarma, sufragánea de la arquidiócesis de Huancayo.

## Toponimia
El nombre proviene del quechua I: quyllur, "estrella" e ishkishqa, "caído", "precipitado"; lo que posiblemente se refiera a un meteorito.

## Historia
El distrito fue creado mediante Ley n.º 10030, del 27 de noviembre de 1944, en el gobierno del presidente Manuel Prado Ugarteche.

## Geografía
Ubicado en la región Sierra , con una superficie aproximada de 23,17 km² a 52 km de Cerro de Pasco, con acceso por carretera afirmado.
Laguna: Goyllaris-quizga

## Capital
Es el pueblo de Goyllarisquizga, ubicado a 4 170 m s. n. m.

## Autoridades

### Alcaldes
- 2015 -  2018 : Richard Tucto Villanueva
- 2007-2010: Edwin Héctor Curi Estteban.
- 1987- 1992: Ricardo Santana Alania
- 1972- 1977: Oscar Basilio Meléndez Calero
- 1952- 1957: Marcelino Meléndez Calero

### Religiosas
- Diócesis de Tarma
  - Obispo (2001-2014): Mons. Richard Daniel Alarcón Urrutia.[2]